# Војска Републике Српске
Војска Републике Српске, скраћено ВРС, била је оружана сила Републике Српске. Основана је под називом Војска Српске Републике Босне и Херцеговине, скраћено ВСР БиХ, 12. маја 1992. одлуком Народне скупштине Српске Републике Босне и Херцеговине. Постојала је од 12. маја 1992. до 1. јануара 2006, након чега је ушла у састав Оружаних снага Босне и Херцеговине. Војно насљеђе и идентитет Војске Републике Српске његује 3. пјешадијски (Република Српска) пук.
Крсна слава ВРС био је Видовдан, док се 12. мај прославља као Дан Војске Републике Српске и 3. пјешадијског (Република Српска) пука.

## Историја

### Предисторија
Социјалистичка Република Босна и Херцеговина је била вишенационална држава. Према попису становништва из 1991, од 4.364.649 становника 43,65% се изјаснило као Муслимани, 31,38% као Срби, 17,31% као Хрвати и 5,49% као Југословени. Већина Југословена били су поријеклом Срби или дјеца из мјешовитих бракова, док је према подацима из 1991. било 27% мјешовитих бракова.
Као резултат првих вишестраначких избора, одржаних у новембру 1990, највише гласова су освојиле три највеће националне странке, Странка демократске акције, Српска демократска странка и Хрватска демократска заједница. Странке су подијелиле власт по националним линијама, а предсједник Предсједништва постао је Муслиман Алија Изетбеговић, предсједник Скупштине Србин Момчило Крајишник, а предсједник Извршног вијећа Хрват Јуре Пеливан.
Скупштина Социјалистичке Републике Босне и Херцеговине је простом већином  14. октобра 1991. усвојила „Меморандум о независности”. Српски посланици нису прихватали меморандум, тврдећи да питања везана за измјене устава морају бити подржана двотрећинском већином чланова Скупштине. Упркос противљењу српских представника, „Меморандум” је одобрен, због чега су Срби бојкотовали Скупштину. Не марећи за бојкот, Скупштина је започела усвајање законске регулативе, па је тако 25. јануара 1992. расписан референдум о независности, заказан за 29. фебруар и 1. март.
Одзив на референдуму био је 63,4%, од чега је 99,7% бирача гласало за независност. Међутим, Срби који су чинили нешто мање од трећине становништва БиХ, бојкотовали су референдум и прогласили непослушност новој влади, почев од 27. марта оснивајући Владу Српске Републике Босне и Херцеговине.

### Настанак војске
Током оснивања војске босанскохерцеговачких Срба, значајну помоћ је пружило југословенско политичко и војно руководство. Члан Предсједништва СФРЈ из Србије Борисав Јовић у свом дневнику 4. децембра 1991. оставио је запис о босанскохерцеговачким Србима:
Када Босна и Херцеговина буде међународно призната, ЈНА ће бити проглашена страном војском и захтијеваће се њено повлачење, што је немогуће избјећи. У тој ситуацији српско становништво у Босни и Херцеговини које није створило своје паравојне јединице остаће незаштићено и угрожено. Милошевић је сматрао да треба благовремено да повучемо из ЈНА у Босни и Херцеговини све грађане Србије и Црне Горе и да тамо прекомандујемо из ЈНА грађане Босне и Херцеговине, како би у тренутку међународног признања избјегли општи војни хаос шетњом војске из једног у други крај земље. То ће створити и могућност српском руководству у Босни и Херцеговини да преузме команду над српским дијелом ЈНА, исто као што су већ учинили Муслимани и Хрвати.
Крајем 1991. у атмосфери високе тајности почиње превођење у Босну и Херцеговину српских официра који су тамо рођени. Ову тајну наредбу је 25. децембра потписао савезни министар одбране Вељко Кадијевић. Борисав Јовић је написао:
Ми о томе разговарамо са Милошевићем. Никоме другом не говоримо. Ми смо дали наредбу Генералштабу да пребаци све који су дошли из Босне, у Босну, и оне које долазе из Србије и Црне Горе, у Србију и Црну Гору... У вријеме признавања независности Босне у њој је било 90.000 војника ЈНА, од којих, мислим да су 85% били босански Срби.
Југословенска народна армија је 3. јануара 1992. реорганизована. Њене јединице на територији Босне и Херцеговине постале су дио 2. војне области, са сједиштем у Сарајеву, под командом генерал-пуковника Милутина Кукањца. Дио Херцеговине ушао је у зону одговорности 4. војне области, под командом генерал-пуковника Павла Стругара. Заједно са ученицима и наставницима бројних војних школа у Босни и Херцеговини, број припадника ЈНА у земљи износио је 110.000. Снаге ЈНА у Босни и Херцеговини биле су наоружане са око 500 тенкова, оклопних транспортера и борбених возила пјешадије, око 550 комада артиљеријског наоружања калибра 100 mm и већег калибра, 48 вишеструких лансирних ракета и 350 минобацача калибра 120 mm. Ваздушне снаге су у Босни и Херцеговини оставиле 120 ловачких и ловачко-бомбардерских авиона, 40 хеликоптера и 30 транспортера.
Поред јединица ЈНА, Срби су били војно организовани и у оквиру јединица Територијалне одбране. Наиме, Српска демократска странка преузима у јесен 1991. и прољеће 1992, власт у низу општина у Босни и Херцеговини. По преузимању власти, основани су кризни штабови који ће уочи избијања рата преузети контролу над општинским јединицама Територијалне одбране. Тако, у прољеће 1992, настале су двије групе територијалне одбране у Босни и Херцеговини: једна српска у општинама у којима су Срби били већина и друга под контролом муслиманско-хрватске владе. До средине априла 1992, бројчано стање Територијалне одбране и добровољачких јединица Срба било је око 60.000 људи. Састав група кретао се од 300 бораца у Босанској Крупи, до 4200 заједничких снага општина Соколац и Олово. Свака јединица је била под командом Кризног штаба, на челу са предсједником општинског одбора Српске демократске странке.
Због избијања рата и притиска међународне заједнице на јединице ЈНА да се повуку из Босне и Херцеговине, руководство Срба одлучило је да оснује своју војску. Између осталог, Радован Караџић је у вријеме када је основана ВРС изјавио:
У првих 45 дана, када нисмо имали војску, ни јединствене команде војске и полиције, ми смо доживјели хаос. Сви су мрзили све, сви су се борили против свих. То је био наставак Другог свјетског рата, људи су се сјетили да се десило ово или оно у породици, а други су се плашили да ће се то десити опет и рекли хајде да их убијемо прије него што они нас убију. Народ није заборавио ко им је убио очеве, дједове, мајке. Ко се плашио освете, почео је први.
Босна и Херцеговина је 5. марта 1992. прогласила независност. Њено руководство одбило је да призна Министарски савјет Скупштине српског народа у Босни и Херцеговини. На територији Босне и Херцеговине, сукоби су прерасли у борбе. На територију су ушле јединице Хрватске војске и напале јединице ЈНА и српске снаге. Вођа Муслимана Алија Изетбеговић као председник Предсједништва Босне и Херцеговине, које је било у непотпуном саставу, сазвао је сједницу 27. април 1992. на којој је захтијевано да ЈНА напусти територију Босне и Херцеговине и остави оружје, или да почне општи напад на касарне и објекте ЈНА у Сарајеву. Муслиманске снаге су 2. маја 1992. опколиле касарне и објекте ЈНА у средишту Сарајева и извеле низ напада на њих. У мају 1992, на почетку повећања борба, ЈНА је почела да напушта Босну и Херцеговину. До тада су у касарнама били искључиво војници и официри из Србије и Црне Горе. Они који су рођени у Босни и Херцеговини, а служили су у другим републикама, полако су враћани назад и улазили у састав српске војске.
Руководство Југославије одлучило је да подржи Србе и помогне у оснивању војске током повлачења ЈНА; официри и војници поријеклом из Босне и Херцеговине су остали у отаџбини и прешли у службу Српске Републике. Новој војсци остављено је тешко наоружање, тенкови, авиони и друго. Скупштина српског народа у Босни и Херцеговини одлучила је да 12. маја оснује оружане снаге. На чело војске именован је генерал-потпуковник Ратко Младић, који је до тада командовао 9. корпусом ЈНА у Книну и активно учествовао у борбама у Српској Крајини.
У мају 1992. било је основано пет корпуса и Главни штаб, на чијем челу је био генерал-мајор Манојло Миловановић. У основи, јединице ЈНА које су спојене у ВРС стекле су борбено искуство у Хрватској. Главни штаб Војске основан је на основу штаба 2. војне области, који су чинили искусни официри.

### Војска током рата
Након повлачења ЈНА из Босне и Херцеговине 1992, главни циљ српске војске било је преузимање контроле над територијама са већинским српским становништвом и областима које су проглашене Републиком Српском.
У прољеће 1992. избили су нереди у Сарајеву, који су касније прерасли у ратно стање. ВРС и добровољачке јединице, које су се налазиле у предграђу Сарајева, као и у самом урбаном дијелу града, држали су под блокадом главни град Босне и Херцеговине до Дејтонског споразума. Опсада Сарајева оставила је негативан утисак о босанскохерцеговачким Србима и њиховој војсци. У западној Босни, Срби преузимају контролу над Приједором, Босанском Крупом, Санским Мостом и Кључем. У Посавини за непријатеља имају како муслиманске јединице, тако и новостворене јединице посавских Хрвата, као и јединице Хрватске војске. Здружене хрватско-муслиманске снаге успијевају у прољеће 1992. да прекину „Коридор живота” — територијални појас на подручју Брчког, који је повезивао Српску Крајину и западне дијелове Српске са њеним источном дијеловима и Југославијом. Као резултат, ВРС је започела војну операцију под називом Коридор 92 у којој је уништила велики дио хрватских снага, док је „Коридор живота” од операције остао под српском контролом до краја рата. Још једна велика српска побједа је војна операција Врбас 92, током које је ВРС успјела да ослободи Јајце и околину, као и двије важне хидроелектране на ријеци Врбас. У источној Босни и Подрињу ВРС је велики проблем имала са Муслиманима из Бијељине, Зворника, Вишеграда, Фоче и других градова. Међутим, Срби нису могли да стекну упориште у Сребреници, која је функционисала као муслиманска енклава. У источној Херцеговини у љето 1992. херцеговачки Хрвати и Хрватска војска спровели су велику офанзиву, као резултат претходне у којој су српске снаге дошле до Мостара. У децембру 1992, због појачане активности у муслиманским енклавама у Подрињу, ВРС оснива Дрински корпус.
Почетком 1993, ВРС одбацује покушаје Муслимана и Хрвата да пресјеку „Коридор”. Истовремено се разбуктава рат између Муслимана и Хрвата. У мају и јулу, Срби покрећу неколико операција на проширењу Коридора. У зиму 1993. Срби одбијају нападе Муслимана из Сребренице, који у току својих препада уништавају неколико српских села. Након одбијања напада, ВРС, уз подршку Војске Југославије, слама сваки отпор подрињских Муслимана. У овој ситуацији Уједињене нације су интервенисале и прогласиле Сребреницу за сигурно подручје. Такође, Срби у прољеће покрећу офанзиву у околини Вишеграда, стављајући под контролу велике и значајне територије. У јулу 1993, ВРС је покренула операцију Лукавац 93, која је довела до ослобађања Трнова и неколико других насеља, а Сарајево се нашло потпуно окружено. У западној Босни, Србима се прикључује Фикрет Абдић, утицајни муслимански политичар из Велике Кладуше, који се побунио против власти у Сарајеву. Његова војска, Народна одбрана Западне Босне, ослањајући се на подршку Српске војске Крајине и ВРС, водила је борбе против 5. корпуса Армије Републике Босне и Херцеговине све до краја рата.
Језгро Војске Републике Српске су у овим биткама чинили обични људи, које је ратни вихор отргао од мирног живота. Тако је амерички публициста, Арнолд Шерман, 1993. забиљежио:
Мушкарци су подијелили вријеме између обичног живота и војних задатака. Ако је потребно, они се одмах појављују са оружјем, гдје је постојала опасност. Они знају ко може ићи кући и ко ће остати на борбеним положајима када почетна опасност спласне. У цивилном животу су обичне комшије и пријатељи у рату — ратни другови. Ово је војска грађана којима не требају инјекције патриотизма. Они се буквално боре за своје домове, њихову имовину, њихове породице, као и за своје животе.
Јесени 1993, Главни штаб ВРС је започео низ офанзивних акција под називом операција Дрина 93, које су обухватале подручја Озрена и Тузле, као и Бихаћа. Српска офанзива почела је у новембру 1993, а завршила крајем фебруара 1994, са скромним резултатима. Истовремено, под притиском УН и НАТО, ВРС је изнијела тешко наоружање из Сарајева. Крајем марта, Срби покрећу велику офанзиву против муслиманске војске у енклави Горажде. Мада је операција завршена војним успјехом, НАТО отпочиње ваздушне нападе на положаје ВРС. Под притиском НАТО, Срби су били приморани да зауставе операцију. За ВРС 1994. била је година одбрамбених битака широм фронта. У јесен 1994. услиједио је пад Купреса и опширни српски противнапад у бихаћком џепу. У прољеће 1994, под притиском САД, Хрвати и Муслимани потписују примирје и оснивају заједничке снаге за борбу против Срба. Истовремено, након одбијања Венс—Овеновог плана 1994, Југославија ускраћује помоћ Републици Српској у замјену за ублажавање санкција УН.
У прољеће 1995. почеле су велике војне операције у Босни и Херцеговини. Упркос сталним нападима муслиманских снага, Срби су успјешно осујетили покушаје заузимања Влашића, Мајевице и подручја око Калиновика. У љето 1995. ВРС слама велики покушај муслиманских снага да деблокирају Сарајево, наносећи тешке губитке 1. корпусу Армије РБиХ. У јулу, Срби су заузели Сребреницу и Жепу. Према Хашком трибуналу, након овога је услиједио масакр муслиманских заробљеника. Ова операција и догађаји који су услиједили нанијела је огромну штету угледу ВРС. Такође у јулу, Срби покрећу велику офанзиву на Бихаћ. Међутим, босанскохерцеговачки Хрвати и Хрватска војска, заузврат, извршили су напад на Гламоч и Босанско Грахово. Након што су ова два града пала, ВРС је била приморана да обустави напад на Бихаћ. Изолована и нападана са свих страна и из ваздуха, ВРС је средином 1995. доведена у веома тешку позицију што је у коначници условило пристанак српских преговарача на тешке, и неопходне, уступке при склапању Дејтонског споразума крајем те године. Од августа до октобра 1995. Срби су били у дефанзиви дуж цијеле линије фронта. Као резултат заједничке муслиманско-хрватске офанзиве и масивних ваздушних напада НАТО авиона, Република Српска губи велике територије у западној Босни и Озрену. Крајем октобра, завршене су и посљедње битке рата у Босни и Херцеговини.
Током рата у Босни и Херцеговини погинуло је 17.437 припадника Војске Републике Српске, од тога 6626 старјешина.

### Војска у посљератном времену
Дејтонским споразумом, Уставом Босне и Херцеговине и Уставом Републике Српске, Војска Републике Српске наставила је да постоји и у посљератном периоду као војна сила Републике Српске. Истовремено је након рата у Босни и Херцеговини у ВРС почела постепена реформа. Са око 180.000 војника и официра за неколико година број особља је смањен на 20.000 људи. Упоредно с тим, дошло је до промјене у броју корпуса; са ратних шест, смањено је на четири и на крају на три. Главни штаб је, Законом о одбрани из 1996, преименован у Генералштаб и премјештен је у Бијељину. ВРС је почетком 2000. имала 10.000 војника, а послије укидања обавезног служења војног рока смањен је на 7000 војника. Прије него што је постала дио Оружаних снага Босне и Херцеговине, ВРС је бројала 3981 војника и официра.
Чак и након реформе и смањења бројног стања, Војска Републике Српске има значајне резерве оружја. Према подацима из 1999. имала је 73 тенка М-84 и 204 Т-55. Од других оклопних возила имала је 18 БМП М-80, 84 БТР М-60, 5 ПТ-76, 19 БТР-50 и 23 БОВ-ВП. Артиљерија се састојала од 1522 јединице, укључујући 95 ракетних бацача и 720 самоходних пољских топова и противтенковских топова, бестрзајно оружје и 146 минобацача. У ваздухопловству је постојало 22 авиона и 7 борбених хеликоптера. Према Дејтонском споразуму о ВРС, она је имала право само на 137 тенкова, 113 оклопних транспортера и борбених возила пјешадије и 500 комада артиљеријског оружја.
У августу 2005, Народна скупштина Српске пристала је на стварање јединственог плана за оружане снаге, као и на оснивање Министарства одбране Босне и Херцеговине, што је био дио ширих реформи у одбрани БиХ. У децембру 2005. у Сарајеву, под покровитељством међународног Високог представника у Босни и Херцеговини, почели су тространи разговори о промјени устава земље кроз јачање улоге и овлашћења структура јединствених вишенационалних снага, односно о укидању Дејтонског споразума. Драган Чавић, тадашњи предсједник Српске, објашњавајући одлуку о укидању Министарства одбране Српске, рекао је да је „болно, али и даље доприносимо будућности”.
Након укључивања ВРС у ОС БиХ, сва војна складишта стављена су под заједничку контролу ОС БиХ и Мировних снага. Дио војне опреме је уништен као „вишак наоружања”, док је један дио пребачен преко бројних приватних компанија, а затим продан другим земљама, нарочито Грузији. Дио оружја из залиха ВРС нашао се у рукама сиријске опозиције.
Према Закону о одбрани Босне и Херцеговине, традицију Војске Републике Српске у заједничким оружаним снагама земље наставља 3. пјешадијски (Република Српска) пук, смјештен у Бањој Луци. Команда пука може управљати музејом пука, контролисати финансијски фонд пука, припремати, истраживати и његовати историју пука, објављивати билтене пука, чувати културно-историјско насљеђе пука, давати упутства о одржавању посебних свечаности, давати упутства о обичајима, одјећи и понашању пука те водити официрске, подофицирске и војничке клубове. Према закону, команда пука обавља само свечане функције и нема административну и оперативну надлежност.

### Учешће у ратним злочинима
Низ акција Војске Републике Српске (блокада Сарајева, масакр у Сребреници и други) сматра се ратним злочинима. Након рата, против великог броја виших официра ВРС вођен је поступак у Хашком трибуналу због оптужби за ратне злочине и злочине против човјечности. Неки од њих су били ухапшени у Српској, неки у Србији, а неки у другим земљама.
Први командант Главног штаба ВРС генерал-пуковник Ратко Младић тренутно је у Хагу и против њега се води судски поступак. Први врховни командант ВРС Радован Караџић 24. марта 2016. првостепеном пресудом је проглашен кривим пред Хашким трибуналом за ратне злочине и злочине против човјечности и осуђен је на 40 година.
За опсаду Сарајева, током које је ВРС спроводила артиљеријске и снајперске нападе на град, што је довело до масовних цивилних жртава, осуђени су генерали Станислав Галић и Драгомир Милошевић. За масакр у Сребреници, у којем је према хашким пресудама убијено од 4970 до 8000 босанскохерцеговачких Муслимана, осуђени су генерали Здравко Толимир, Радислав Крстић, Вујадин Поповић и други.
Велики број војних и полицијских официра Републике Српске осуђен је за протјеривање несрпског становништва у западној Босни, посебно из Приједора и околине, као и за стварање неколико кампова који су дефинисани као сабирни логори. Хашки трибунал је оптужио укупно 53 војника Војске Републике Српске.

## Састав оружаних снага

### 1993.
Основу Војске Републике Српске је чинило неколико корпуса, пет који су настали у мају 1992. и још један (Дрински) који је настао у новембру исте године. Структура корпуса је била стандардизована, у многим аспектима слична оној која је била заступљена у Копненој војсци ЈНА. Сваки корпус имао је штаб, неколико бригада, артиљеријских, противтенковских и инжињерских пукова, као и батаљоне војне полиције и санитарне батаљоне. У неким корпусима било је и других јединица. Важно је напоменути да су у саставу 1. крајишког корпуса биле и двије оклопне бригаде. Структура Војске Републике Српске 1993. била је сљедећа:
- Главни штаб (преименован у Генералштаб послије окончања борбених дејстава).
- Први крајишки корпус: Основан је на основу ранијег 5. корпуса Југословенске народне армије.[40] Штаб корпуса је био у Бањој Луци.[41] Регион за који је корпус био надлежан је била западна Босна, а корпус је био највећи и најмоћнији у ВРС.[42]
- Други крајишки корпус: Основан је на основу 9. и 10. корпуса ЈНА,[40] који су изведени из Хрватске. Штаб корпуса је био у Дрвару,[43] а затим је премјештен у Сански Мост.[44] Регион на ком је дјеловао корпус била је западна Босна и западна Херцеговина. У јесен 1995, корпус је претрпио тешке губитке у борбама са АРБиХ, ХВО и јединицама Хрватске војске.[45]
- Источнобосански корпус: Основан је од јединица 17. корпуса ЈНА.[40] Сједиште корпуса је било у Бијељини.[46] Дјеловао је на региону сјевероисточне Босне. Ово је био једини корпус у ВРС који је у свом имену имао термин „босански”.[45]
- Сарајевско-романијски корпус: Основан је на основу 4. корпуса ЈНА.[40] Сједиште корпуса било је у Лукавици.[47] Корпус је дјеловао на простору Сарајевско-романијске регије.
- Дрински корпус: Основан је у новембру 1992. због честих напада муслиманских јединица на српска села у Подрињу. Штаб корпуса је био у Власеници. Корпус је дјеловао на територији источне Босне и Подриња.[48]
- Херцеговачки корпус: Организован је на основу 13. корпуса ЈНА,[40] изведеног из Хрватске. Сједиште корпуса је било у Билећи.[49] Област дјеловања корпуса је била источна Херцеговина. Корпус је водио борбе против босанскохерцеговачких Муслимана и Хрвата, као и против јединица Хрватске војске у јужном дијелу зоне одговорности.[48]

| Јединице | Следује по формацији | Следује по формацији | Следује по формацији | Следује по формацији | Стварно има | Стварно има | Стварно има | Стварно има | %    |
| -------- | -------------------- | -------------------- | -------------------- | -------------------- | ----------- | ----------- | ----------- | ----------- | ---- |
|          | Официри              | Подоф.               | Војници              | Свега                | Официри     | Подоф.      | Војници     | Свега       |      |
| ГШ ВРС   | 122                  | 23                   | 1                    | 146                  | 61          | 2           | 9           | 72          | 49%  |
| 1. КК    | 4.054                | 2.945                | 56.727               | 63.726               | 2.373       | 4.537       | 65.420      | 72.330      | 114% |
| 2. КК    | 1.589                | 1.220                | 22.631               | 25.440               | 615         | 1.107       | 15.213      | 16.935      | 67%  |
| СРК      | 1.461                | 1.127                | 19.757               | 22.345               | 843         | 1.131       | 22.846      | 24.820      | 111% |
| ИБК      | 1.563                | 1.164                | 22.802               | 25.529               | 670         | 1.021       | 24.483      | 26.174      | 103% |
| ХК       | 1.552                | 1.081                | 20.979               | 23.612               | 729         | 1.013       | 16.423      | 18.165      | 77%  |
| ДК       | 1.320                | 985                  | 19.159               | 21.464               | 588         | 1.006       | 22.995      | 24.589      | 115% |
| ВиПВО    | 602                  | 1.032                | 4.880                | 6.514                | 317         | 496         | 3.263       | 4.076       | 63%  |
| 65. змтп | 110                  | 178                  | 1.521                | 1.809                | 17          | 22          | 318         | 357         | 20%  |
| 1. гмтбр | 291                  | 202                  | 3.998                | 4.491                | 21          | 11          | 141         | 173         | 4%   |
| 67. пв   | 90                   | 249                  | 1.083                | 1.422                | 15          | 27          | 146         | 188         | 13%  |
| 89. рабр | 144                  | 162                  | 1.379                | 1.685                | 93          | 121         | 1.018       | 1.232       | 73%  |
| Свега    | 12.898               | 10.368               | 174.917              | 198.183              | 6.342       | 10.494      | 172.275     | 189.111     | 95%  |

Упркос чињеници да је за структуру јединица узор била Југословенска народна армија, бригаде и батаљони ВРС бројали су мање припадника него што су бројале јединице у савезној армији. Такође, већина јединица је настала на територијалној основи: град или општина оснивали су неколико дијелова, које је чинило мјесно становништво. У тим насељима се налазио позадински дио. Према томе, основне снаге ВРС било је тешко премјестити са једног фронта на други.
Командне јединице у ВРС биле су изграђене из четири нивоа:
- Стратешки (Главни штаб),
- Оперативни (корпус),
- Оперативно-тактички (тактичке и оперативне групе привременог и сталног састава),
- Тактички (бригаде, пукови, батаљони).

Све јединице ВРС су имале утврђену структуру и овлашћења. У зависности од нивоа организације и рода јединице, и њихове припадности, чиниле су штабно особље (логистичка подршка, родови војске, финансијско одјељење, контраобавјештајне службе итд.). Родови војске у ВРС били су сљедећи: пјешадија, оклопне јединице, артиљерија, инжињерске јединице, АБХО јединице, ПВО итд.

### Ваздухопловство и противваздушна одбрана
Ваздухопловство ВРС добило је аеронаутику из Југословенске народне армије, након њеног напуштања Босне и Херцеговине, и активно су је користили током рата. Основу РВ ВРС чиниле су јединице, које су током љета 1991. евакуисане са аеродрома Церкље у Словенији и Плесо и Лучко у Хрватској. Размјештени су у Бању Луку и Бихаћ и послије реформе ЈНА почетком 1992. стављени под команду 5. оперативне групе ВиПВО. Према одлуци југословенског руководства о повлачењу снага ЈНА из Босне и Херцеговине, особље 5. оперативне групе отпуштено је из ЈНА и затим су многи борци ушли у састав ВиПВО ВРС.
Од ЈНА ВРС је добила 22 Ј-21 јастреба, 12 Ј-22 орлова, 27 хеликоптера Газела, 14 Ми-8, као и системе ПВО. Званично, ВиПВО ВРС основано је 27. маја 1992. године. На овај дан, они спроводе 16 летова, нападају хрватске позиције у Посавини. Послије повлачења савезних трупа из Босне и Херцеговине, ВРС почиње да оснива нове погоне у авијацији. Главни штаб је 16. јуна 1992. дефинисао организациону структуру за ВиПВО. Структура је била сљедећа:
- Штаб,
- 92. мјешовита авијацијска бригада,
- 155. ракетна бригада ПВО,
- 51. батаљон ваздушног надзора и упозорења,
- 474. ваздухопловна база.

Борбене јединице су биле смјештена на аеродрому Маховљани код Бање Луке. Командант Ваздухопловства био је генерал Живомир Нинковић. Током борби погинуло је 89 војника и старјешина ВиПВО. Ваздухопловство — као и комплетна оружана снага Српске — распуштено и придружено је 206. Бригади ваздушних снага и противваздушне одбране ОС БиХ.

### Паравојне и добровољачке формације
Током Рата у Босни и Херцеговини, посебно на почетку сукоба, велику улогу у оружаним снагама босанскохерцеговачких Срба одиграле су добровољачке и паравојне формације.
Током рата од 1992. до 1995, Срби су добили подршку од словенских и православних добровољаца из неколико земаља, укључујући Русију. Грчки добровољци из Грчке добровољачке гарде, истакли су се у заузимању Сребренице. Када је град заузет, над њим је подигнута грчка застава. Према неким западним истраживачима, на српској страни се борило 4.000 добровољаца из Русије, Украјине, Грчке, Румуније, Бугарске итд.
У септембру 1992. у Требињу у источној Херцеговини настао је први одред руских добровољаца у Босни и Херцеговини, који је бројао 10 бораца. На челу одреда се налазио бивши маринац Валериј Власенко. Он се борио против босанскохерцеговачких Хрвата и јединица регуларне Хрватске војске од септембра до децембра 1992. Језгро одреда чинили су добровољци из Санкт Петербурга. Одред је дјеловао у саставу српско-руске јединице. На крају 1992. први руски добровољачки одред престао је да постоји.
Други руски добровољачки одред је због монархистичких увјерења неколико припадника добио надимак „Царски вукови”, а основан је 1. новембра 1992. у Вишеграду. Командант одреда био је двадесетседмогодишњи Александар Мухарев, познат као Ас, који се на прољеће и љето 1992. борио у Придњестровљу. Замјеник команданта био је Игор Гиркин. Највећи дио „Царских вукова” 28. јануара 1992. се преселио у Прибој, носећи са собом и заставу одреда. У Прибоју је одред водио успјешне борбе око два мјесеца. Затим, 27. марта, „Царски вукови” се премјештају у западно предграђе Сарајева, у Илиџу. У августу 1993. Други руски добровољачки одред је престао да постоји, а његова застава је предата Храму Свете Тројице у Београду.
У јесен 1993. створен је Трећи руски добровољачки одред, састављен од ветерана и новопридошлих добровољаца. На челу одреда се налазио бивши заставник маринац и ветеран борби у Абхазији, тридесетдеветогодишњи Александар Шкрабов. Трећи руски добровољачки одред налазио се на југоисточном предграђу Сарајева, као дио Новосарајевског четничког одреда, којим је командовао војвода Славко Алексић.
У јесен 1994, значајан дио руских добровољаца се придружио 4. извиђачко-десантном одреду Сарајевско-романијског корпуса, познатијем као „Бели вукови”. У саставу одреда добровољци су учествовали у великом броју операција у Сарајеву и његовој околини. Према списковима, „Бели вукови” су имали до 80 припадника. Командант им је био Срђан Кнежевић. Након потписивања Дејтонског споразума и окончања рата, многи добровољци су се вратили у Русију.
Влада Републике Српске је 2013. одлучила да постхумно одликује орденом Милоша Обилића 29 добровољаца са простора бившег Совјетског Савеза.

## Командовање
Командовање у ВРС се заснивало на јединственом командовању у погледу употребе снага и средстава, једностарјешинства и обавезе извршавања одлука, заповијести и наређења претпостављеног старјешине.
Врховни командант ВРС био је предсједник Републике Српске и он је командовао у складу са Уставом и законом. Командант Главног штаба је остваривао командовање ВРС у складу са овлашћењима која на њега пренесе предсједник Републике у складу са законом. Команданти јединица и установа ВРС командовање су вршили у складу са законом и актима претпостављених старјешина.

### Врховни команданти
Током постојања Војске Републике Српске од 12. маја 1992. до 1. јануара 2006, на позицији врховног команданта смијенило се пет предсједника Републике Српске.
| Ред | Предсједник Републике Српске | Предсједник Републике Српске | Предсједник Републике Српске | Животни вијек | МандатИзбори                               | Странка                                                                                | Напомена                                                          |
| --- | ---------------------------- | ---------------------------- | ---------------------------- | ------------- | ------------------------------------------ | -------------------------------------------------------------------------------------- | ----------------------------------------------------------------- |
| 1.  | Радован Караџић              |                              | Радован Караџић ·            | 1945.         | 7. април 1992 — 19. јул 1996.              | Српска демократска странка                                                             |                                                                   |
| 2.  | Биљана Плавшић               |                              | Биљана Плавшић ·             | 1930.         | 19. јул 1996 — 4. новембар 1998.1996.      | Српска демократска странка (до августа 1997) Српски народни савез РС (од августа 1997) |                                                                   |
| 3.  |                              |                              | Никола Поплашен ·            | 1951.         | 4. новембар 1998 — 6. март 1999.1998.      | Српска радикална странка РС                                                            | Смијењен одлуком Високог представника у БиХ, Карлоса Вестендорпа. |
| 4.  | Мирко Шаровић                |                              | Мирко Шаровић ·              | 1956.         | 15. март 1999 — 28. новембар 2002.2000.    | Српска демократска странка                                                             |                                                                   |
| 5.  | Драган Чавић                 |                              | Драган Чавић ·               | 1958.         | 28. новембар 2002 — 9. новембар 2006.2002. | Српска демократска странка                                                             |                                                                   |

### Начелници Главног штаба и Генералштаба
На позицији начелника Главног штаба и касније Генералштаба током постојања Војске Републике Српске смијенило се шест генерала. Након смјене генерала Новака Ђукића, дужност Начелника генералштаба преузео је пуковник Драган Вуковић.
| Ред | Слика | Име           | Чин                 | Период службовања | Напомена          |
| --- | ----- | ------------- | ------------------- | ----------------- | ----------------- |
| 1.  |       | Ратко Младић  | генерал-пуковник    | 1992—1996.        | први начелник     |
| 2.  |       | Перо Чолић    | генерал-мајор       | 1996—1998.        |                   |
| 3.  |       | Момир Талић   | генерал-пуковник    | 1998—1999.        |                   |
| 4.  |       | Новица Симић  | генерал-пуковник    | 1999—2002.        |                   |
| 5.  |       | Цвјетко Савић | генерал-потпуковник | 2003—2004.        |                   |
| 6.  |       | Новак Ђукић   | генерал-мајор       | 2004—2005.        | посљедњи начелник |

## Чинови и униформа
Према одлуци о формирању Војске од 12. маја 1992, Војска Српске Републике Босне и Херцеговине носи чинове и униформе Југословенске народне армије и Територијалне одбране. Основу на капама чини српска застава, а на лијевој надлактици се налази српска застава на кружној подлози и са ћириличким натписом „ВОЈСКА СРПСКЕ РЕПУБЛИКЕ БОСНЕ И ХЕРЦЕГОВИНЕ”.
Први Закон о Војсци од 1. јуна 1992. одређује сљедеће чинове у Војсци Српске Републике БиХ:
1. за војнике и питомце средњих војних школа: разводник, десетар и млађи водник; за питомце школа за резервне официре: разводник, десетар, млађи водник и водник; за питомце школа за активне официре: водник, старији водник и заставник;
2. за подофицире: водник прве класе, старији водник, старији водник прве класе, заставник и заставник прве класе;
3. за официре:

| - потпоручник, - поручник, - капетан, - капетан прве класе, - мајор, | - потпуковник, - пуковник, - генерал-мајор, - генерал-потпуковник и - генерал-пуковник. |

Према посљедњем Закону о Војсци из 2004, Војска Републике Српске има сљедеће чинове:
1. за војнике: разводник, десетар и млађи водник;
2. за питомце школа за резервне официре: разводник, десетар, млађи водник и водник;
3. за питомце средњих војних школа: разводник, десетар и млађи водник;
4. за питомце војних академија: водник, водник прве класе и старији водник;
5. за подофицире: водник, водник прве класе, старији водник, старији водник прве класе, заставник и заставник прве класе;
6. за официре:

| - поручник, - капетан, - капетан прве класе, - мајор, - потпуковник, | - пуковник, - бригадни генерал, - генерал-мајор и - генерал-пуковник. |

## Наоружање
Војска Републике Српске је посједовала велике залихе оружја. Велики дио је наслиједила од ЈНА, када је она напустила Босну и Херцеговину. Наоружање ВРС чинили су тенкови Т-34-85 и Т-55, а посједовали су и савремене тенкове југословенске производње M-84. Борбена возила БТР и БМР била су представљена југословенским М80, М-60 и БОВ-ВП, а такође и совјетским БТР-50 и БРДМ-2.
- М-84
- Т-55
- БМП М-80
- Т-34-85
- M18 и M36

ВРС је на располагању имала моћну артиљерију. Били су наоружани вишецијевним бацачем ракета М-63 Пламен, М-77 Огањ и далекометним М-87 Оркан. Пољска артиљерија је била представљена 155-мм хаубицом М-1, 152-мм хаубицом Нора и Д-20, 130-мм топом М-46, совјетском хаубицом Д-30, у Југославији произведеном и лиценцираном хаубицом Д-30Ј, брдском хаубицом М-56 и совјетским топовима ЗИС. Међу противтенковским наоружањем налази се совјетски 100-мм топ Т-12, а такође и југословенски бестрзајни топ БсТ-82. Војска Републике Српске користила је самоходне хаубице 2С1 Гвоздика.
- M-77 Огањ
- ЗИС-3
- Топ М46
- Топови М46
- Хаубица Д-30Ј

Ваздухопловство и противваздушна одбрана Војске Републике Српске користили су наоружање наслијеђено од ЈНА. Од ЈНА, ВиПВО ВРС је добила авионе Ј-21 јастреб, Ј-22 орао, хеликоптере Газела и Ми-8. ВРС је од противавионских топова имала М53/59 Прага, БОВ-3 и M55 звани „Троцијевац”. Од преносивих ПВО система ВРС је посједовала системе Игла и Стрела-2.
- ЗСУ М53/59 Прага
- ЗУ М55
- ЗСУ-57-2

## Војна заклетва
Текст војне заклетве Војске Републике Српске према Закону о војсци из 1992. године:
Ја [име и презиме] заклињем се чашћу и животом да ћу бранити сувереност, територију, независност и уставни поредак своје отаџбине и вјерно служити интересима њених народа. Тако ми бог помогао.
Текст војне заклетве према Закону о војсци из 1996. године:
Ја [име и презиме] заклињем се чашћу и животом да ћу бранити територијални интегритет и Уставни поредак своје отаџбине Републике Српске и верно служити интересима њеног народа. Тако ми Бог помогао.
Посљедња генерација војника заклетву ВРС је положила 2004, а текст заклетве 2005. према Закону о одбрани Босне и Херцеговине је гласио:
Свечано се заклињем да ћу бранити суверенитет, територијални интегритет, уставни поредак и политичку независност Босне и Херцеговине и одговорно и савјесно извршавати све дужности потребне за њену одбрану.